# Alexander Uninsky

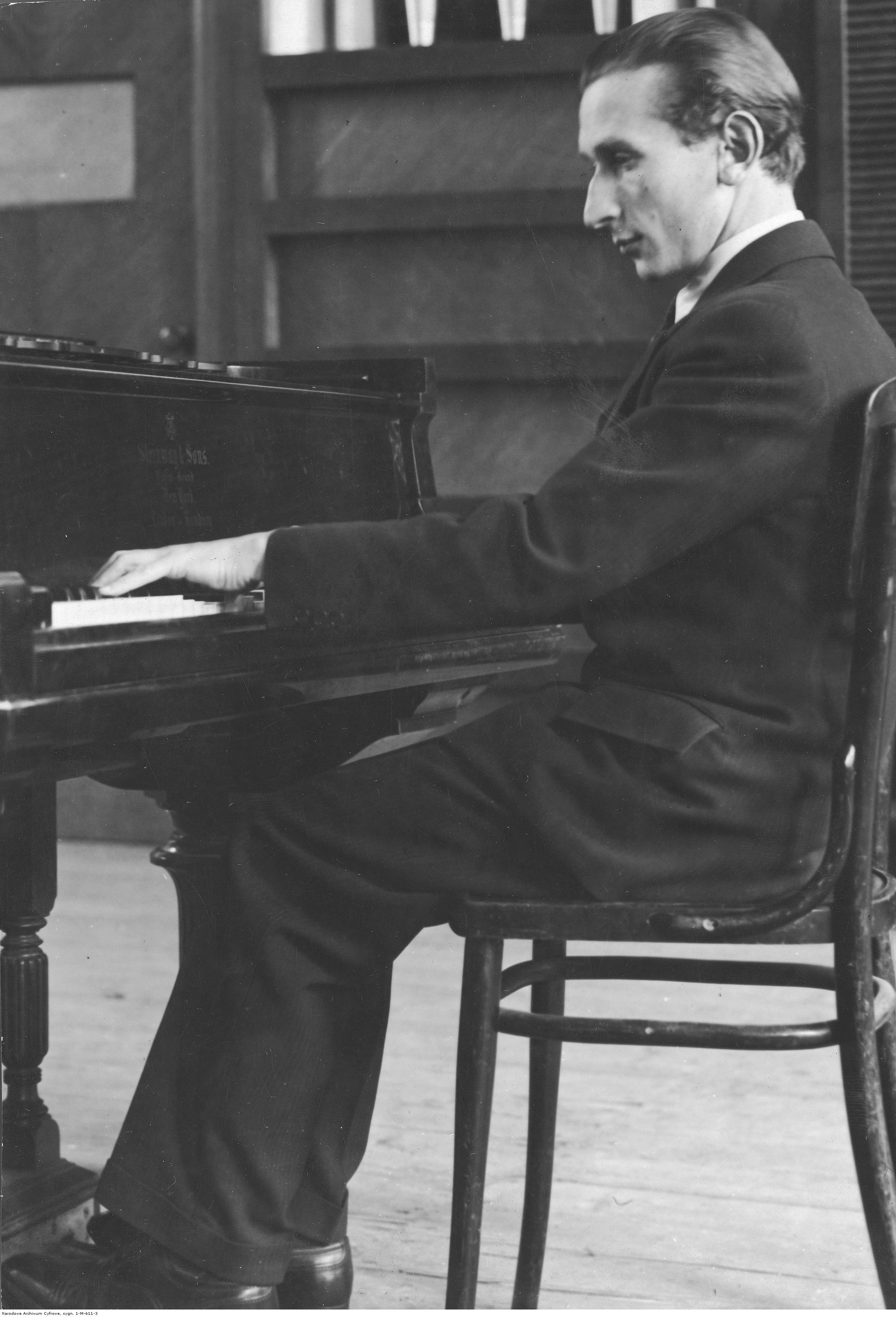
Uninsky tại cuộc thi piano quốc tế Chopin lần thứ II

Alexander Uninsky (tiếng Ukraina: Олекса́ндр Юні́нський; tiếng Nga: Александр Юнинский; 1910 – 1972) là một nghệ sĩ piano cổ điển người Mỹ gốc Ukraina – Do Thái. Năm 1932, ông là người chiến thắng trong cuộc thi quốc tế Chopin lần thứ 2.